# Generische Eigenschaft
In der Mathematik werden Eigenschaften von Objekten als generisch bezeichnet, wenn sie in gewisser Weise typisch und nur in pathologischen Sonderfällen unzutreffend sind. Es gibt eine mathematisch klar definierte Verwendung des Begriffes „generisch“. Daneben wird die Bezeichnung aber auch informell verwandt um auszudrücken, dass eine Eigenschaft „meist“ oder „fast immer“ zutrifft.
Häufig spricht man von generischen Eigenschaften von Funktionen oder Vektorfeldern, etwa in der Singularitätentheorie oder in der Theorie der Gewöhnlichen Differentialgleichungen und dynamischen Systeme. In diesem Fall betrachtet man die Funktion als Element eines Funktionenraumes und meint, dass die entsprechende Eigenschaft generisch für Elemente dieses Funktionenraumes ist.

## Definition
Es sei {\displaystyle X} ein topologischer Raum, zum Beispiel ein Funktionenraum. Eine Eigenschaft {\displaystyle P} (von Elementen von {\displaystyle X}) heißt generisch, wenn die Menge der {\displaystyle P} erfüllenden Elemente eine residuelle Menge, also ein abzählbarer Durchschnitt von offenen dichten Teilmengen von {\displaystyle X} ist.
Man sagt dann auch: ein generisches Element von {\displaystyle X} hat die Eigenschaft {\displaystyle P}.

## Beispiele
- Eine generische reelle Zahl ist eine Liouville-Zahl.
- Eine generische reelle Zahl ist irrational. Dagegen ist Rationalität keine generische Eigenschaft, obwohl die rationalen Zahlen in den reellen Zahlen dicht liegen.
- Die Koordinaten eines generischen Punktes {\displaystyle x\in \mathbb {R} ^{n}} sind algebraisch unabhängig.
- Eine generische differenzierbare Funktion {\displaystyle f\colon M\to \mathbb {R} } ist eine Morse-Funktion.
- Ein generischer Diffeomorphismus {\displaystyle f\colon M\to M} einer kompakten Mannigfaltigkeit hat nur hyperbolische periodische Punkte. Weiterhin liegen die periodischen Punkte eines generischen Diffeomorphismus dicht in {\displaystyle M}.
- Eine später widerlegte Vermutung von Smale besagte, dass der Fluss eines generischen Vektorfelds Axiom A erfüllt.
- Ein generischer Punkt einer algebraischen Varietät über einem Körper der Charakteristik Null ist glatt.

## Funktionenräume
Im Raum {\displaystyle C^{r}(M,N)} der {\displaystyle C^{r}}-Funktionen zwischen zwei Mannigfaltigkeiten {\displaystyle M} und {\displaystyle N} liegt jede residuelle Teilmenge dicht, weshalb Funktionen mit einer generischen Eigenschaft immer dicht im Funktionenraum liegen.

## Algebraische Geometrie
Bezüglich der Zariski-Topologie auf irreduziblen algebraischen Varietäten ist eine nicht-leere offene Menge immer auch dicht, deshalb kann die Definition einer generischen Eigenschaft dort wie folgt umformuliert werden: eine Eigenschaft ist generisch, wenn sie auf einer nicht-leeren Zariski-offenen Teilmenge gilt.